# Malcolm Jenkins
Malcolm Jenkins (East Orange, 20 dicembre 1987) è un giocatore di football americano statunitense che gioca nel ruolo di free safety per i New Orleans Saints della National Football League. Fu scelto dai New Orleans come 14º assoluto nel Draft NFL 2009. Al college ha giocato a football a Ohio State.

## Carriera professionistica

### New Orleans Saints

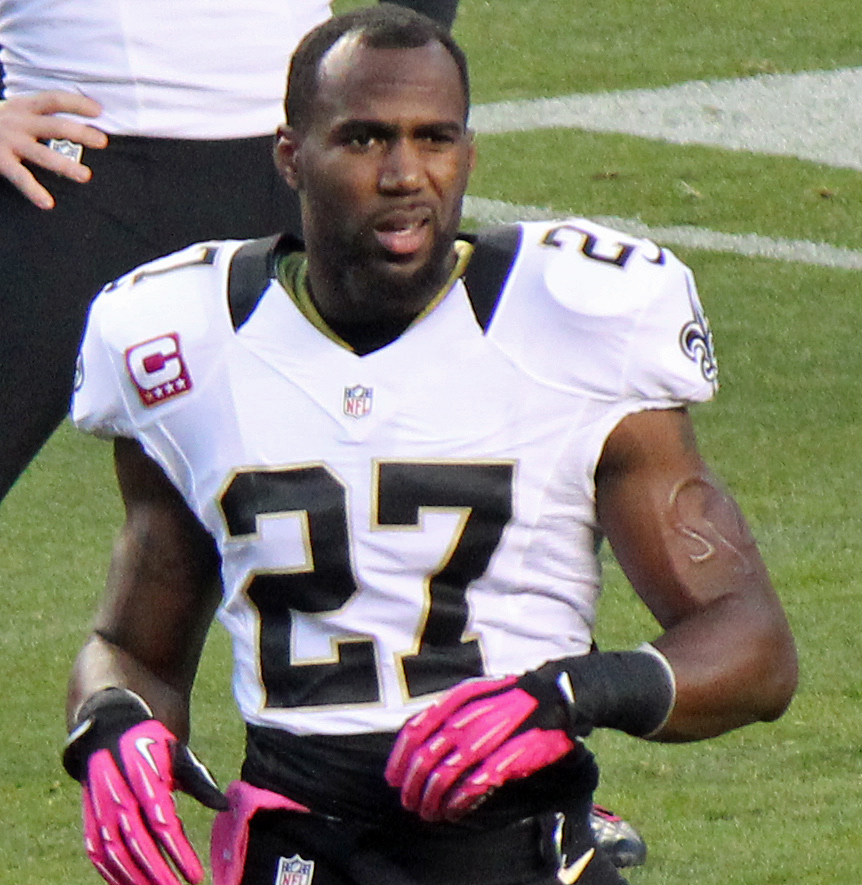
Jenkins nel 2012

Al draft NFL 2009, Jenkins fu selezionato come 14ª scelta assoluta dai New Orleans Saints. Il 9 agosto 2009, il giocatore firmò un contratto di 5 anni per 19 milioni di dollari. Il debutto da professionista avvenne il 13 settembre contro i Detroit Lions indossando la maglia numero 27. I Saints iniziarono la stagione vincendo le prime 13 partite consecutive, prima di perdere le ultime tre. La possibilità di saltare il turno delle wild card si rivelò di gran beneficio per la squadra, che poté ritemprarsi dopo il difficile finale di stagione regolare. Nel division round dei playoff, i Saints superarono i Cardinals 41-14 e nella finale della NFC i Minnesota Vikings per 31-28 nei tempi supplementari. Il 7 febbraio 2010, i Saints sconfissero i favoriti Indianapolis Colts nel Super Bowl XLIV disputato a Miami. In quella gara Jenkins mise a segno cinque tackle.
Nella stagione 2010, Jenkins fu spostato al ruolo di free safety e giocò 15 partite tutte come titolare, disputando ottime prove in particolare contro i Dallas Cowboys e i St. Louis Rams e venendo inserito a fine stagione nel Second-team All-Pro.
Jenkins giocò coi Saints fino alla stagione 2013, concludendo la sua esperienza in Louisiana con 358 tackle, 6 intercetti e 4,5 sack in 71 partite.

### Philadelphia Eagles

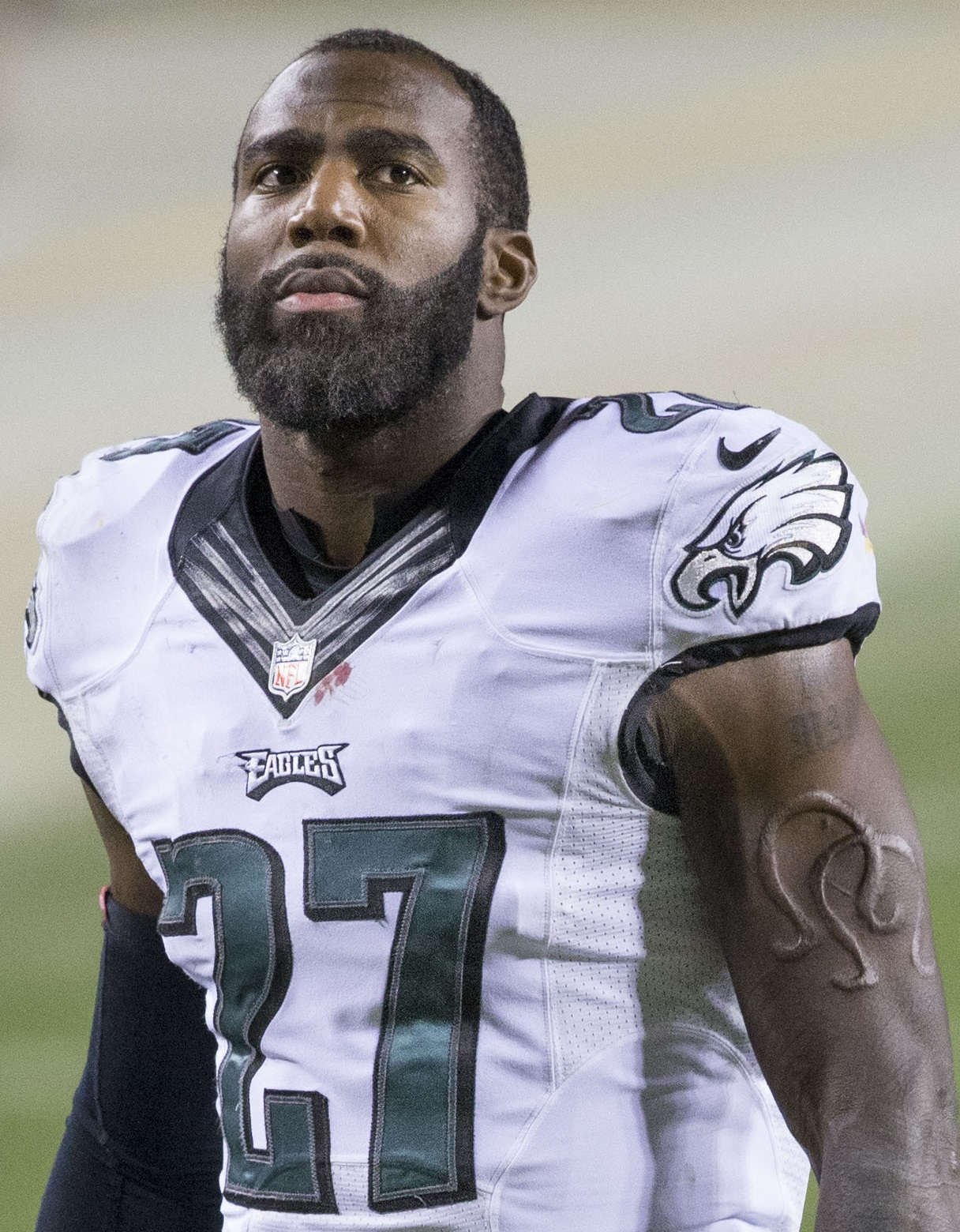
Jenkins nel 2014

L'11 marzo 2014, Jenkins firmò un contratto triennale coi Philadelphia Eagles. Nel quarto periodo della gara della settimana 2 mise a segno un intercetto decisivo su Andrew Luck che consentì alla sua squadra di vincere in rimonta sui Colts. Due settimane dopo ritornò un intercetto su Colin Kaepernick per 53 yard in touchdown, ma gli Eagles persero la prima gara stagionale contro i San Francisco 49ers.

Nel tredicesimo turno della stagione 2015, Jenkins ritornò un intercetto su Tom Brady per 99 yard in touchdown, contribuendo alla vittoria a sorpresa sui New England Patriots campioni in carica e venendo premiato come difensore della NFC della settimana. A fine anno fu convocato per il suo primo Pro Bowl al posto dell'infortunato Tyrann Mathieu.

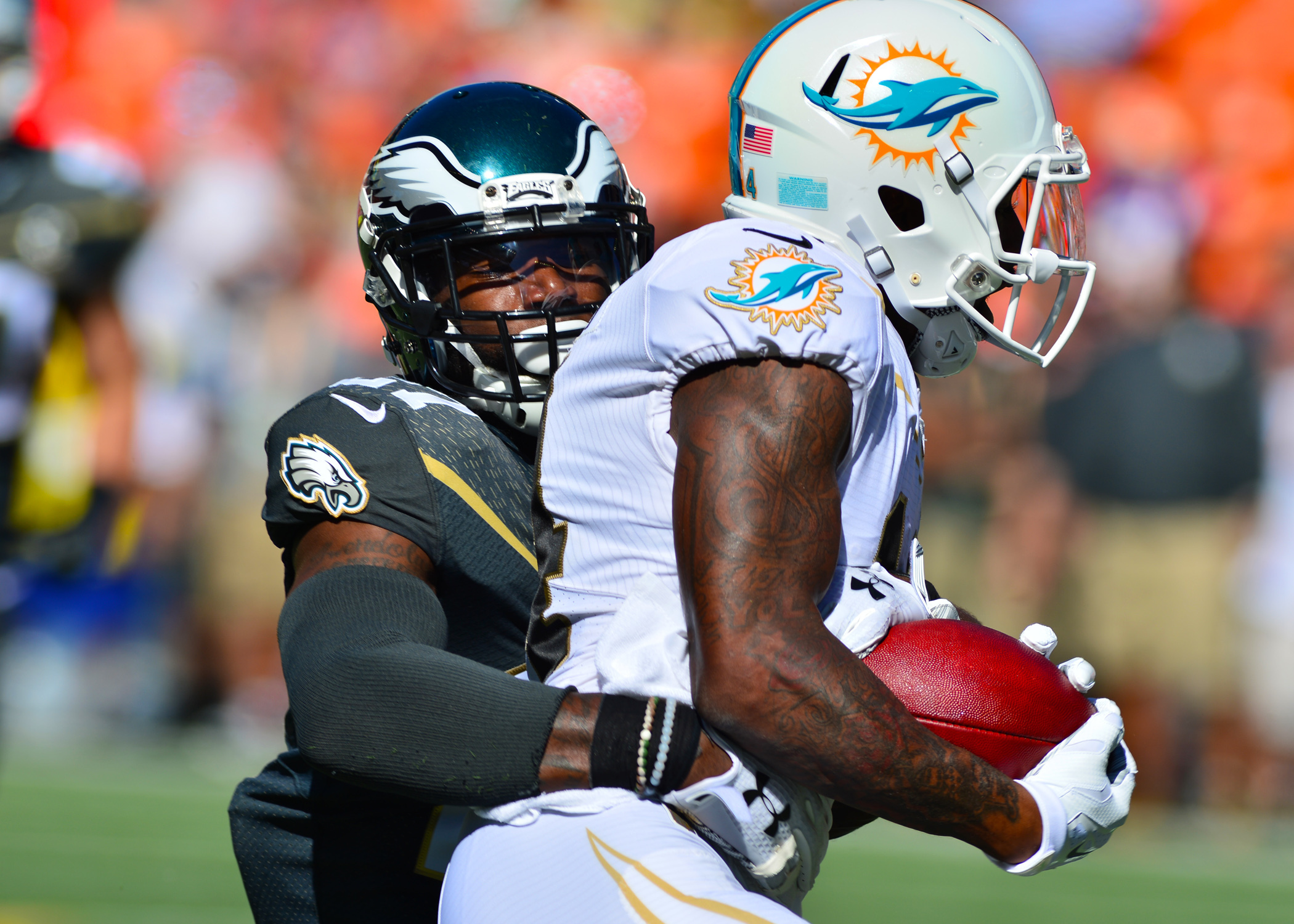
Un placcaggio di Jenkins su Jarvis Landry nel Pro Bowl 2016

Nella penultima giornata della stagione 2016, Jenkins intercettò due volte Eli Manning dei New York Giants, ritornando uno dei due palloni in touchdown e venendo premiato come miglior difensore della NFC della settimana.
Nel 2017 Jenkins fu convocato per il suo secondo Pro Bowl. Il 4 febbraio 2018 allo U.S. Bank Stadium di Minneapolis partì come titolare nel Super Bowl LII vinto contro i New England Patriots per 41-33, conquistando il suo secondo titolo.
Nel 2018 Jenkins mise a segno 79 tackle, un intercetto, un sack e 3 fumble forzati, venendo convocato per il suo terzo Pro Bowl al posto dell'infortunato Landon Collins. Gli Eagles fecero ritorno ai playoff ma furono eliminati nel secondo turno dai Saints.

### Ritorno ai Saints
Il 18 marzo 2020 Jenkins firmò per fare ritorno ai Saints un contratto quadriennale del valore di 32 milioni di dollari.

## Palmarès

### Franchigia
- Super Bowl : 2

New Orleans Saints: XLIV
Philadelphia Eagles: LII
- National Football Conference Championship: 2

New Orleans Saints: 2009
Philadelphia Eagles: 2017

### Individuale
- Convocazioni al Pro Bowl: 3

2015, 2017, 2018
- Second-Team All-Pro: 1

2010
- Miglior difensore della NFC della settimana: 4

12ª e 14ª del 2010, 13ª del 2015, 16ª del 2016
- Jim Thorpe Award - 2008